# Ayenia violacea
Ayenia violacea är en malvaväxtart som beskrevs av Ignatz Urban. Ayenia violacea ingår i släktet Ayenia och familjen malvaväxter. Inga underarter finns listade i Catalogue of Life.